# The Art of Survival
The Art of Survival è il nono album in studio del gruppo musicale britannico Bush, pubblicato nel 2022.

## Tracce
1. Heavy Is the Ocean – 5:12
2. Slow Me – 3:48
3. More Than Machines – 3:22
4. May Your Love Be Pure – 3:21
5. Shark Bite – 3:50
6. Human Sand – 3:52
7. Kiss Me I'm Dead – 3:45
8. Identity – 4:30
9. Creatures of the Fire – 4:36
10. Judas Is a Riot – 4:03
11. Gunfight – 3:39
12. 1000 Years – 4:26

## Formazione
- Gavin Rossdale – voce
- Chris Traynor – chitarra
- Corey Britz – basso
- Nik Hughes – batteria